# بری ویتوام

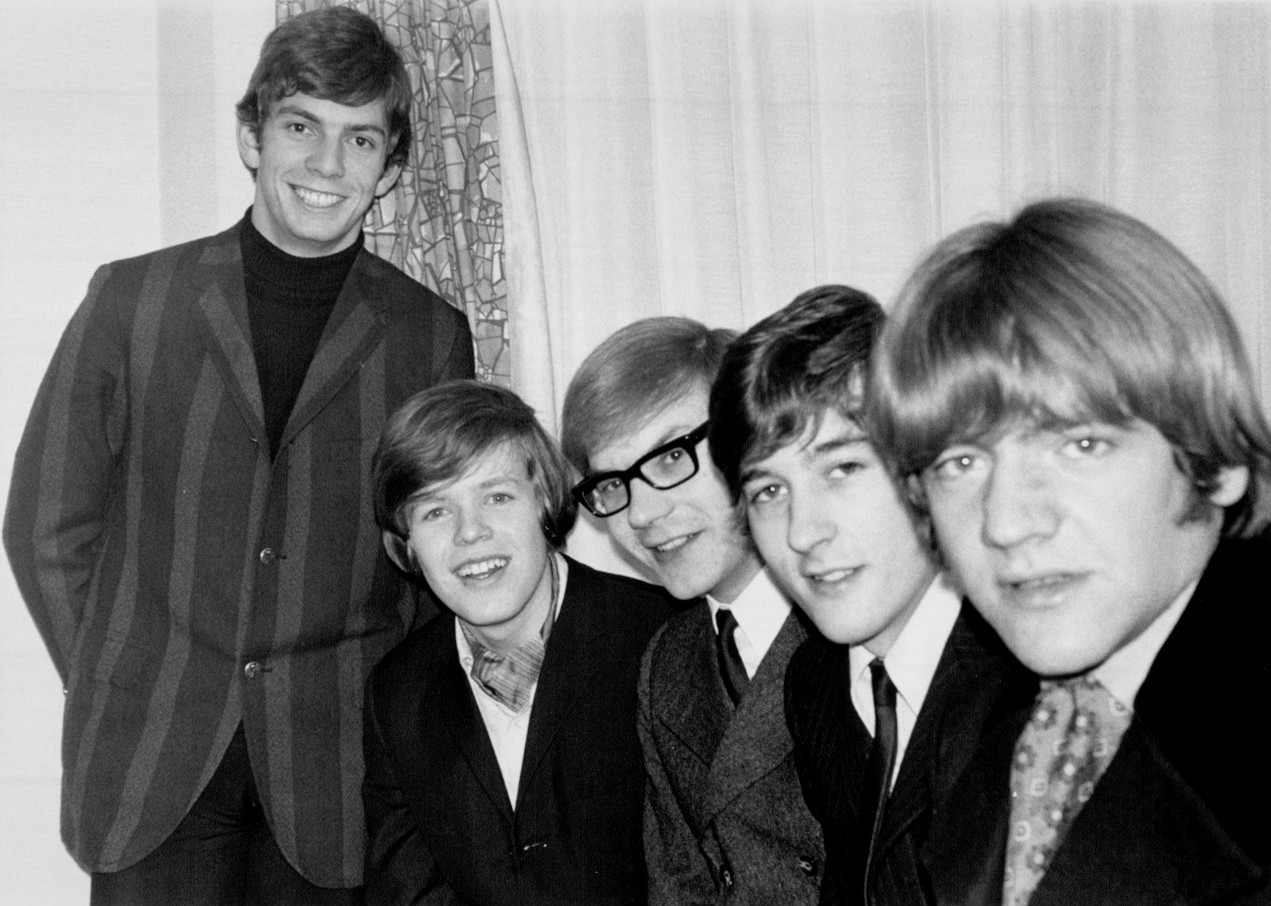
نگاره‌ای از گروه هرمنز هرمیتز - ۷ آوریل ۱۹۶۷

بری ویتوام (انگلیسی: Barry Whitwam؛ زادهٔ ۱۹۴۶) موسیقی‌دان و بازیگر اهل انگلستان است. او در آوریل ۱۹۶۴ عضو گروه موسیقی هرمنز هرمیتز شد.